# Chaetopisthes brunneus
Chaetopisthes brunneus är en skalbaggsart som beskrevs av Erich Wasmann 1918. Chaetopisthes brunneus ingår i släktet Chaetopisthes och familjen Aphodiidae. Inga underarter finns listade i Catalogue of Life.